# Serra de Vilobí
La Serra de Vilobí és una serra als municipis de l'Espluga de Francolí i Vimbodí i Poblet a la comarca de la Conca de Barberà i als de Fulleda i Tarrés de les Garrigues. El seu cim més elevat es troba als Morellons (728 msnm). Altres cims destacables són el Cap de la Serra (702), la Punta de la Coma d'en Bom (634), la Punta del Puig (682) i Vilobí (683).
Segons Alcover i Moll, el nom ve del llatí vīlla Albīni, 'vila d'Albí' (nom personal).
A finals de l'any 2007 va entrar en funcionament el parc eòlic Vilobí I, situat al vessant nord-oest de la serra, als municipis de Fulleda i Tarrés. Aquest parc consta de 27 aerogeneradors que produeixen 40,5 MW d'energia elèctrica.